# Scandalul Bre-X

Kalimantan Timur

Scandalul Bre-X sau Scandalul Busang- din anul 1997 a fost unul cele mai mari scandaluri din mineritul canadian. Denumirea a fost dată după numele asociației canadiene de explorări miniere Bre-X Minerals Ltd, al cărui domeniu principal de activitate era regiunea "Busang" care este situată în provincia indoneziană Kalimantan Timur aflată pe insula Borneo. Regiunea Busang era cunoscută ca o regiune cu cele mai mari zăcăminte de aur din lume. Această informație falsă se datora falsificării sistematice a rezultatelor de laborator referitor la conținutul mineralogic al probelor geologice recoltate din regiune. Înșelăciunea este considerată ca una din cel mai îndrăznețe și mai bine organizate din istoria bursei și mineritului. Până în prezent nu s-a reușit clarificarea cazulului, fără ca să fie cineva tras la răspundere și condamnat.

## Literatură
- Douglas Goold, Andrew Willis: The Bre-X Fraud, McClelland and Steward, 1997.
- Vivian Danielson, James Whyte: Bre-X: gold today, gone tomorrow. Anatomy of the Busang Swindle, The Northern Miner Publications, Toronto, 1997, ISBN 1-55257-003-7.
- Brian Hutchinson: Fool’s Gold: The Making of a Global Market Fraud, Alfred A. Knopf, 1998.
- Brett Messing, Steven Sugarman, James J. Cramer: The Forwarned Investor, Carrer Press, ISBN 9781564148810, Google Books[nefuncțională]